# Alfred Oelßner
Alfred Franz Oelßner (* 30. August 1879 in Greiz; † 13. Juni 1962 in Ost-Berlin) war ein KPD- und SED-Funktionär. Er leitete von 1950 bis 1954 die Zentrale Revisionskommission der SED.

## Leben

### Kaiserreich und Weimarer Republik
Alfred Oelßner wurde als ältester Sohn in der Familie eines Buchbindermeisters geboren. Er lernte den Beruf seines Vaters und trat 1902 in die SPD ein. 1903 wurde sein Sohn, der spätere Wirtschaftswissenschaftler und SED-Funktionär Fred Oelßner, geboren. Ab 1910 arbeitet er im Vertrieb der Parteipresse und als Leiter einer Parteibuchhandlung, später als hauptamtlicher Sekretär der SPD, in Weißenfels. Im Ersten Weltkrieg war Oelßner Armierungssoldat, anschließend trat er 1917 zur USPD über und war in der Rätebewegung aktiv. Von 1919 bis 1921 war er Mitglied der Preußischen Landesversammlung. Ende 1920 schloss er sich mit der linken USPD-Fraktion der VKPD an. Zunächst Parteisekretär für Halle-Merseburg, wurde er, nach der Märzaktion 1921 auf der Fahndungsliste der Polizei, Bezirkssekretär der KPD für Schlesien und Oberschlesien. 1924 wurde Oelßner zu fünf Jahren Zuchthaus verurteilt und trat seine Haftstrafe im Zentralgefängnis Cottbus an, wurde jedoch bereits 1925 amnestiert. Nach seiner Freilassung wurde Oelßner Vorsitzender des Parteischiedsgerichts, in der Funktion er bei der Bekämpfung und Unterdrückung parteiinterner Oppositionen tätig war. Im Jahr 1928 Reichskassenwart des RFB, 1929–1932 Vertriebsleiter für Arbeiterkultur-Artikel in Berlin.

### Zeit des Nationalsozialismus und DDR-Karriere
Unmittelbar nach der Machtergreifung Hitlers war Alfred Oelßner für kurze Zeit in der illegalen Parteiarbeit tätig. Nach kurzzeitiger Verhaftung 1933 zog er sich aus dem aktiven Widerstand zurück und arbeitete von 1936 bis 1945 als Buchbinder in Berlin. Er war Mitglied der NS-Massenorganisationen Nationalsozialistische Volkswohlfahrt und Deutsche Arbeitsfront.
Nach Kriegsende trat Oelßner wieder der KPD bei, war zunächst Bezirksvorsteher von Berlin-Prenzlauer Berg, und wurde von 1945 bis 1950 Hauptkassierer der KPD bzw. SED. Auf dem 3. Parteitag der SED im Juli 1950 zum Vorsitzenden der Zentralen Revisionskommission der SED gewählt. Diese Position hatte Oelßner bis zu seiner Pensionierung im Jahr 1954 inne. Alfred Oelßner starb im Juni 1962 in Ost-Berlin.

## Auszeichnungen

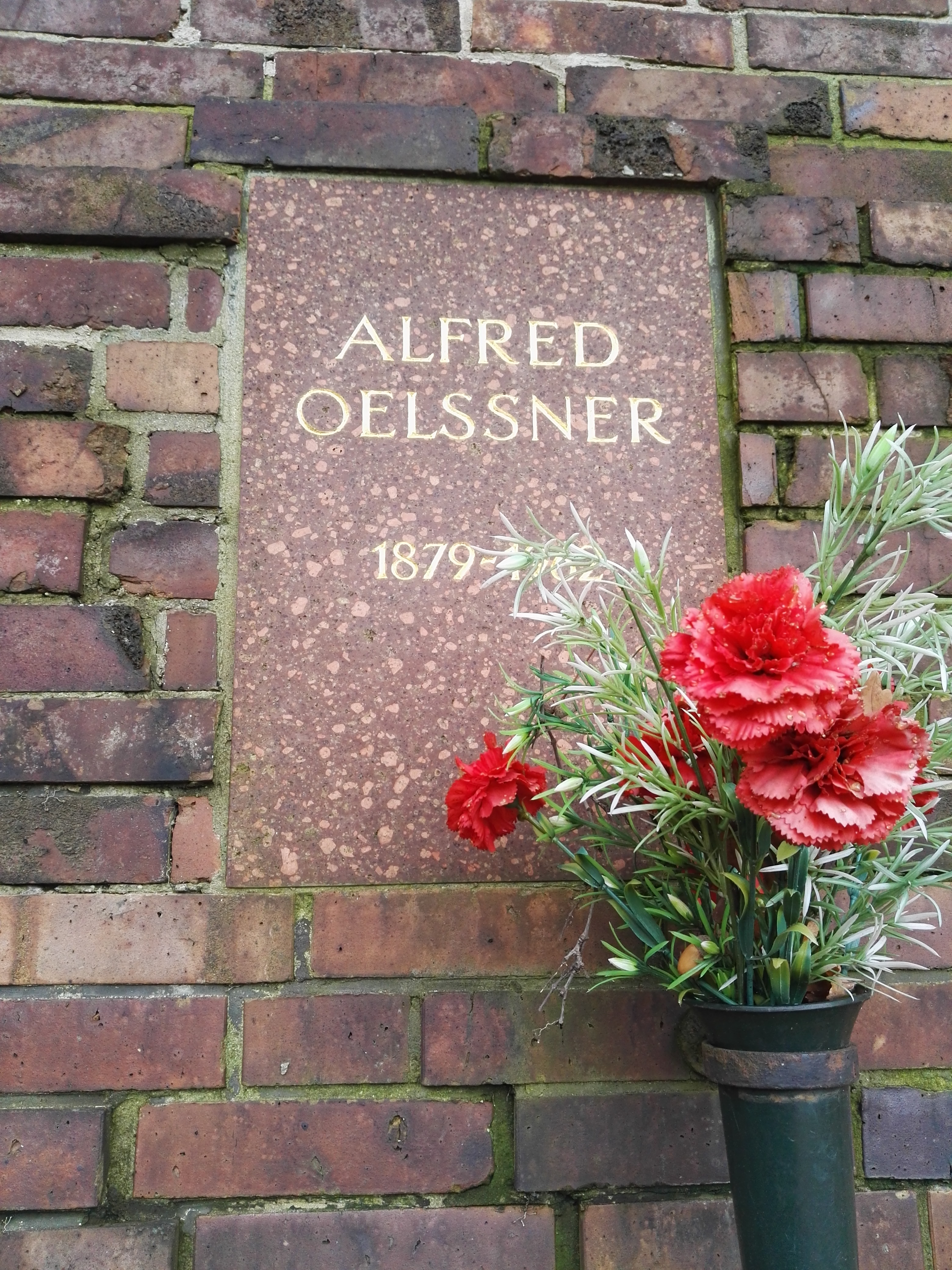
Grabstätte in der Gedenkstätte der Sozialisten

Als ehemaligem Stadtverordneten und in Anbetracht seiner Verdienste um die deutsche Arbeiterbewegung und um die Stadt Weißenfels wurde Alfred Oelßner am 11. Dezember 1954 das Ehrenbürgerrecht verliehen. Er wurde 1954 mit dem Karl-Marx-Orden und dem Vaterländischen Verdienstorden ausgezeichnet. Seine Urne wurde in der Gedenkstätte der Sozialisten auf dem Zentralfriedhof Friedrichsfelde in Berlin-Lichtenberg beigesetzt, wo später auch sein Sohn Fred Oelßner bestattet wurde. Die Deutsche Post der DDR gab im Jahr 1989 zu seinen Ehren eine Sondermarke in der Serie Persönlichkeiten der deutschen Arbeiterbewegung heraus.